# Аппендино, Кьяра
Кьяра Аппендино (итал. Chiara Appendino; род. 12 июня 1984, Монкальери, провинция Турин, Пьемонт) — итальянский политик, мэр Турина (2016—2021).

## Биография
Родилась 12 июня 1984 года в Монкальери. Училась в туринском классическом лицее имени Джоберти, специализируясь в лингвистике. Один семестр в старших классах училась в Германии. Говорит на немецком, французском и английском языках, немного по-испански. Работала в компании «Juventus S.p.A.» (футбольный клуб «Ювентус»), затем окончила в Милане университет Боккони. По окончании университета ещё два года отработала в «Ювентусе», затем перешла в правление семейной компании. В 2010 году ушла в политику, занимаясь разработкой городского бюджета Турина для Движения пяти звёзд. В мае 2011 года была избрана в коммунальный совет, где впоследствии стала заместителем председателя Бюджетной комиссии. 8 ноября 2015 года объявила о выдвижении своей кандидатуры на выборах мэра Турина.

### Мэр Турина
19 июня 2016 года сенсационно победила во втором туре выборов с результатом 54,56 % голосов против 45,44 % у её соперника, действующего мэра и кандидата от левоцентристской коалиции во главе с правящей Демократической партией Пьеро Фассино (в первом туре голосования 5 июня она уступила ему, получив 30,92 % против 41,83 %).
30 июня 2016 года Аппендино официально вступила в должность.
16 января 2017 года по итогам социологического исследования популярности политических деятелей «Governance Poll 2016» Кьяра Аппендино была объявлена победительницей и «самым любимым мэром Италии». Она улучшила свой прошлый показатель на 7,5 пунктов, достигнув цифры 62 % одобрения.
3 июня 2017 года на Пьяцца Сан-Карло во время трансляции финального матча Лиги чемпионов УЕФА в Кардиффе с участием туринского «Ювентуса» случились беспорядки. В ходе паники 3 человека погибли, и 1 672 чел. получили ранения. 29 июня прокуратура Турина начала расследование против ряда должностных лиц, отвечавших за организацию мероприятия и меры безопасности. В числе подследственных оказалась и Кьяра Аппендино.
17 октября 2017 года стало известно, что Аппендино привлечена прокуратурой Турина к следствию по делу об исчезновении из городского бюджета 2016 года 5 млн евро, которые должны были быть уплачены компании «Ream», но не были ею получены (совладельцем «Ream» является Fondazione CRT, получивший в 2012 году преимущественное право на выкуп бывших активов корпорации Westinghouse, в отношении операций с которыми прокуратура начала расследование несколькими месяцами ранее). Кьяре Аппендино вменяется сообщение в официальных документах сведений, не соответствующих действительности (в итальянском уголовном праве — falso ideologico in atto pubblico).
28 октября 2017 года ввиду разгоревшегося нового скандала глава администрации Аппендино Паоло Джордана ушёл в отставку (согласно обнародованным перехватам телефонных разговоров, он добился от управляющего компанией туринского общественного транспорта GTT Черезы отмены штрафа для своего приятеля).
21 сентября 2020 года по делу компании «Ream» признана виновной в сообщении ложных сведений, но оправдана по обвинению в злоупотреблении служебным положением, и приговорена к шести месяцам лишения свободы условно. 
Не попав под действие «закона Северино», осталась в должности мэра. По этому же делу был оправдан директор финансового сектора городской администрации Паоло Луббиа. Бывший глава канцелярии мэра Паоло Джордана был осуждён на 8 месяцев тюрьмы, и на шесть месяцев осуждён асессор по вопросам бюджета Серджо Роландо.
13 октября 2020 года объявила об отказе от выдвижения своей кандидатуры на следующих выборах мэра Турина в 2021 году.
27 января 2021 года приговорена судом первой инстанции к полутора годам заключения в качестве меры ответственности за беспорядки, имевшие место 3 июня 2017 года на Пьяцца Сан-Карло во время трансляции финального матча Лиги чемпионов УЕФА в Кардиффе с участием туринского «Ювентуса». 20 января 2025 года апелляционным судом приговор был оставлен в силе с отсрочкой исполнения.
Во втором туре муниципальных выборов в Турине 17-18 октября 2021 года при явке 42,14 % победу одержал кандидат левоцентристского блока представитель Демократической партии Стефано Ло Руссо. Коалиция нового мэра получила 24 места в муниципальном совете. Правоцентристам достались 12 мест. Движению пяти звёзд, заручившемуся в первом туре поддержкой только 9 % избирателей — 2 места.
27 октября Ло Руссо официально вступил в должность мэра.

## Семья
Отец Кьяры — Доменико Аппендино, тридцать лет отработал менеджером. Является вице-президентом компании по производству лазерного оборудования «Prima Industrie». Кьяра находится в церковном браке с Марко Лавателли, владельцем небольшой семейной компании, в которой с 2010 года работала сама Аппендино. Именно под влиянием мужа она нашла работу в «Ювентусе», а в 2008 году написала курсовую работу «Управление расходами футбольного клуба: оценка состава игроков» («La gestione dei costi di una società di calcio: la valutazione del parco giocatori»), хотя её специализацией в университете была международная экономика (она защитила дипломную работу на тему маркетинговой стратегии выхода на китайский рынок). В январе 2016 года у супругов родилась дочь Сара.